# Геліотроп Стевена
Геліотроп Стевена (Heliotropium stevenianum) — вид рослин з родини шорстколистих (Boraginaceae), поширений у Молдові, Україні, Грузії.

## Опис
Однорічна рослина 15–30 см. Рослини жовтувато-зелені. Частки чашечки лінійно-ланцетні, при плодах зірчасто-розпростерті. Віночок з яйцеподібними лопатями відгину, без зубчиків між ними. Горішки ямчато-горбкуваті.

## Поширення
Поширений у Молдові, Україні, Грузії.
В Україні вид зростає в засміченим місцях, на полях — у Степу, часто; Лісостепу, зрідка (по Дністру, в ок. Білої Церкви); у Криму.